# 최준혁
최준혁(1994년 9월 5일 ~ ) 은 대한민국의 축구선수이다. 포지션은 미드필더이다. 현재 화성 FC에서 뛰고 있다.